# Andrew Fleming
Andrew Fleming (14 marzo 1963) è un regista, sceneggiatore e attore statunitense.
La sua produzione varia dall'horror alla commedia.

## Biografia
Noto al piccolo schermo per aver partecipato da bambino a diversi show televisivi e spot pubblicitari, si laurea alla New York University Film School.
Esordisce sul grande schermo con l'horror Vivere nel terrore, e continua con Amici per gioco, amici per sesso, Giovani streghe, Le ragazze della Casa Bianca e Matrimonio impossibile con Michael Douglas. 
Nel 2005 è il regista di Arrested Development - Ti presento i miei e Head Cases, sul piccolo schermo, e nel 2007 si riconferma come regista cinematografico con Nancy Drew.

## Filmografia parziale

### Regista

#### Cinema
- Vivere nel terrore (Bad Dreams) (1988)
- Amici per gioco, amici per sesso (Threesome) (1994)
- Giovani streghe (The Craft) (1996)
- Le ragazze della Casa Bianca (Dick) (1999)
- Matrimonio impossibile (The In-Laws) (2003)
- Nancy Drew (2007)
- Hamlet 2 (2008)
- A piedi nudi (Barefoot) (2014)
- A Modern Family (Ideal Home) (2018)

#### Televisione
- Paranormal Girl – film TV (2002)
- Arrested Development - Ti presento i miei (Arrested Development) – serie TV, episodio 2x08 (2005)
- No Heroics – film TV (2009)

### Attore
- Amici di letto (Friends with Benefits), regia di Will Gluck (2011)